# 単純加群
環 R 上の左加群 S ≠ {0} が非自明な部分 R-加群をもたないとき、S を単純加群（たんじゅんかぐん、英: simple module）または既約加群（きやくかぐん、英: irreducible module）という。これは任意の 0 ≠ x ∈ S について S = Rx となることと同値である。
これは左 R-加群の圏 R-Mod において、すべてのゼロでない準同型写像 S → M は単射である、あるいはすべてのゼロでない準同型写像 M → S は全射であることとしても特徴づけられる。
右加群に対しても同様に定義される。

## 例
- 有限 Z-加群はアーベル群と同じなので、 単純 Z-加群とは {0} でない真の部分群をもたないアーベル群、つまり位数が素数の巡回群である。
- 係数環 R が特に体 R = k のとき k-加群とは線型空間なので、単純 k-加群とは 1 次元線型空間 k のことである。
- （直前の例を一般化して）係数環 R が特に体 k 上の全行列環 R = Matn(k)のとき 単純 R-加群は kn である。ただし環の作用は行列の乗法で定める。
- 複素数体 C 上の対称群 Sn に関する群環 CSn の単純 CSn-加群の同型類はシュペヒト加群（英語版）で与えられる。

## 性質
- 環 R の極大左イデアル L に対し、R/L は単純左加群である。逆に，すべての単純加群はこのようにして得られる[1]。
- （直前の性質より）単純加群は常に存在する[1]。
- 単純加群は直既約加群である。
- 単純加群は巡回加群である。